# Prairie du Sac (thị trấn), Wisconsin
Prairie du Sac là một thị trấn thuộc quận Sauk, tiểu bang Wisconsin, Hoa Kỳ. Năm 2010, dân số của thị trấn này là 1.127 người.